# Sture Baatz
Sture Bengt Lorentz Baatz (ur. 26 sierpnia 1929 w Strömstad, zm. 14 lutego 2004 w Lysekil) – szwedzki wioślarz (sternik).
Reprezentant Szwecji na letnich igrzyskach olimpijskich w 1952 w Helsinkach oraz letnich igrzyskach olimpijskich w 1960 w Rzymie. Na obu igrzyskach uczestniczył w wioślarskiej ósemce. W Helsinkach w składzie: Lennart Andersson, Frank Olsson, John Niklasson, Gösta Adamsson, Ivan Simonsson, Ragnar Ek, Thore Börjesson, Rune Andersson, Sture Baatz, Szwedzi odpadli w półfinale. W Rzymie szwedzka ósemka w składzie: Rune Andersson, Bengt-Åke Bengtsson, Åke Berndtsson, Lars-Eric Gustavsson, Ulf Gustavsson, Kjell Hansson, Per Hedenberg, Ralph Hurtig, Owe Lostad, Sture Baatz odpadła w repasażu (Lostad zmienił Baatza w wyścigu repasażowym).